# École normale supérieure Paris-Saclay
Pour les articles homonymes, voir École normale supérieure (France).
L'École normale supérieure Paris-Saclay, également appelée « ENS Paris-Saclay », « ENS-PS » ou « Normale Sup’ Saclay », est une grande école française. Elle est l'une des quatre écoles normales supérieures.
Fondée en 1912, l’École normale supérieure de l’enseignement technique (ENSET) devient l'École normale supérieure de Cachan en 1985, puis l'École normale supérieure Paris-Saclay en 2014, avant d'intégrer l’université Paris-Saclay comme établissement-composante en 2019, moment de sa fondation.
Ses élèves ont le titre de normaliens et sont rémunérés en échange de leur engagement décennal. Très sélective,, elle forme principalement aux métiers de l'enseignement et de la recherche.
Elle enseigne les sciences fondamentales, les sciences de l’ingénieur, les sciences humaines et sociales et les langues.

## Histoire
En 1891, des « sections normales » étaient annexées associées aux grandes écoles pour l'enseignement technique. Il y en avait une à l'École des Arts et Métiers, une à HEC, une à l'École de commerce de jeunes filles de Lyon et une à l'École pratique d'industrie du Havre,,,.
En 1912, elles sont regroupées à Paris sous le nom d’École normale de l'enseignement technique, rattachée à l'École des Arts et Métiers,.
En 1932, elle devient l'École normale supérieure de l’enseignement technique (ENSET) en enseignant les arts et la littérature,,,.

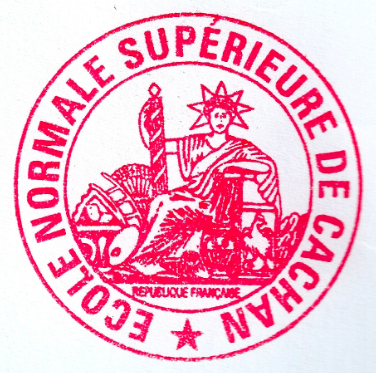
Logo de l’ENS Cachan, jusqu’en 1995.

Elle s'installe à Cachan en 1956, puis devient l'École normale supérieure de Cachan en 1985. Elle accueille alors 1 300 élèves.

Logo de l'ENS Cachan jusqu'en 2016.

Elle intègre l’UniverSud Paris en 2007,.

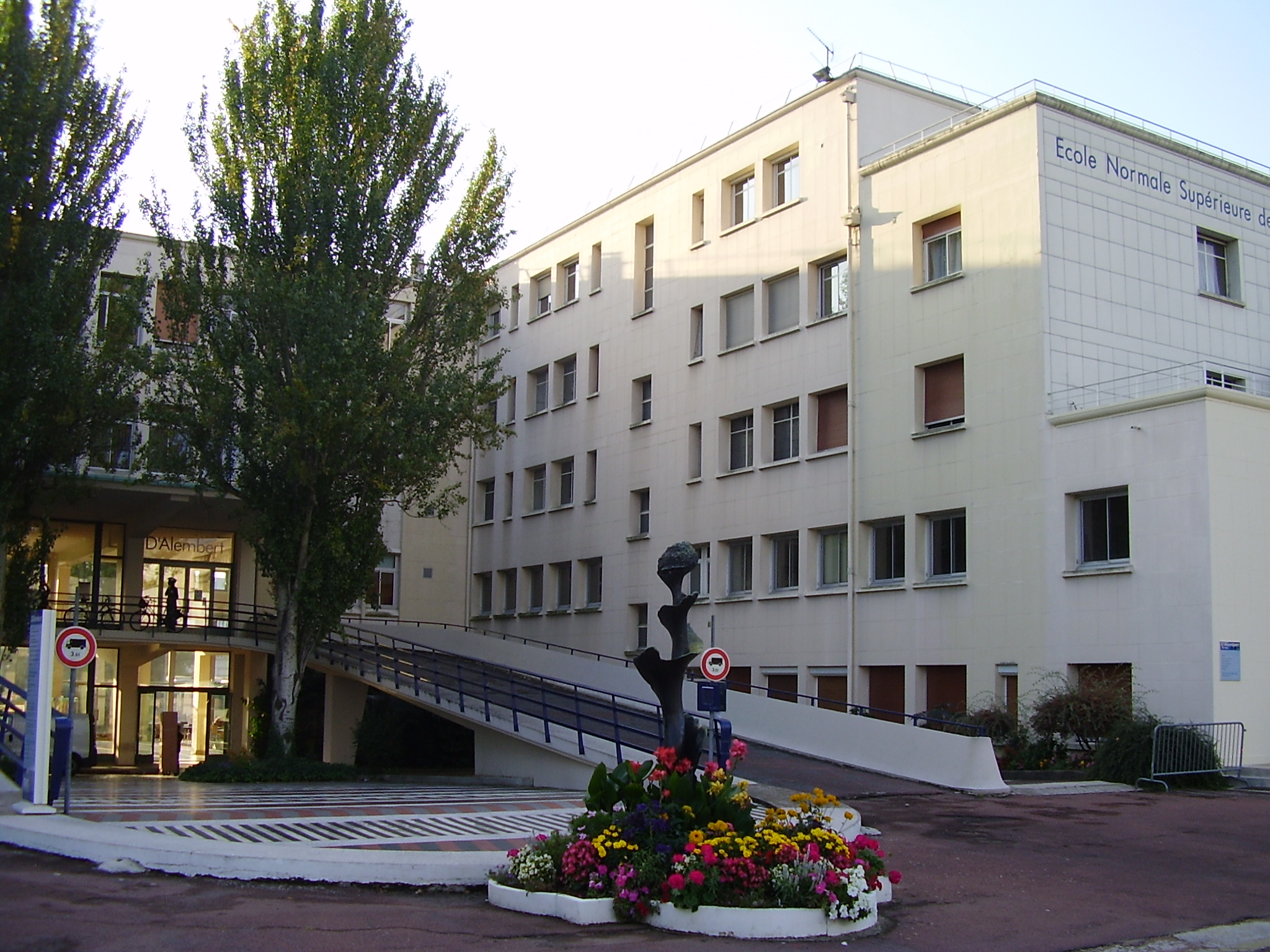
ENS Paris-Saclay, site historique de Cachan, bâtiment d'Alembert.

En 2014, elle devient officiellement l'École normale supérieure Paris-Saclay,.
En 2019, elle devient établissement-composante de la nouvelle université Paris-Saclay, dont elle est la fondatrice avec d’autres grandes écoles comme AgroParisTech et CentraleSupélec.
Elle vend la même année ses locaux à Cachan et s'installe sur le Plateau de Saclay. Son nouveau bâtiment est réalisé par l'architecte Renzo Piano.

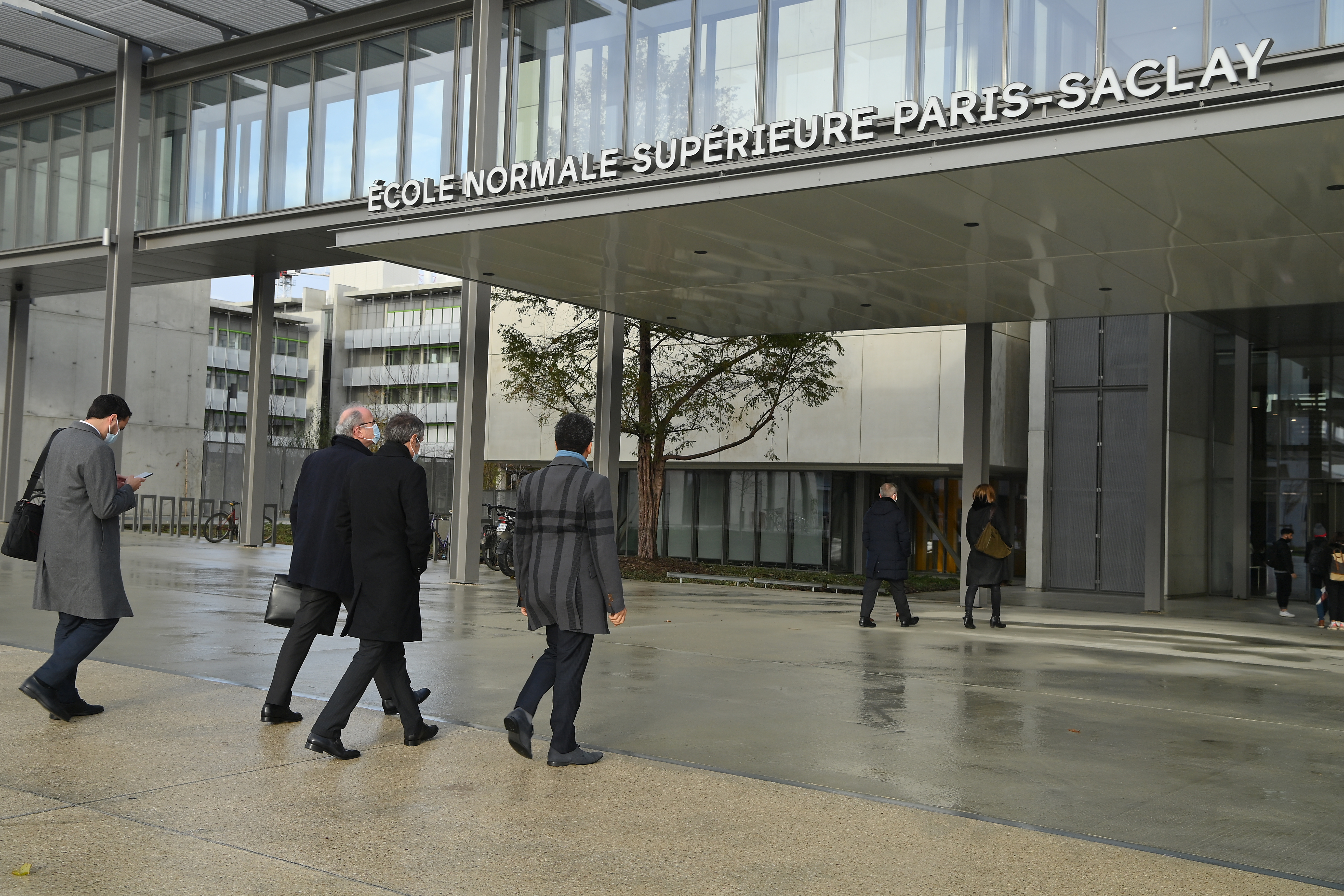

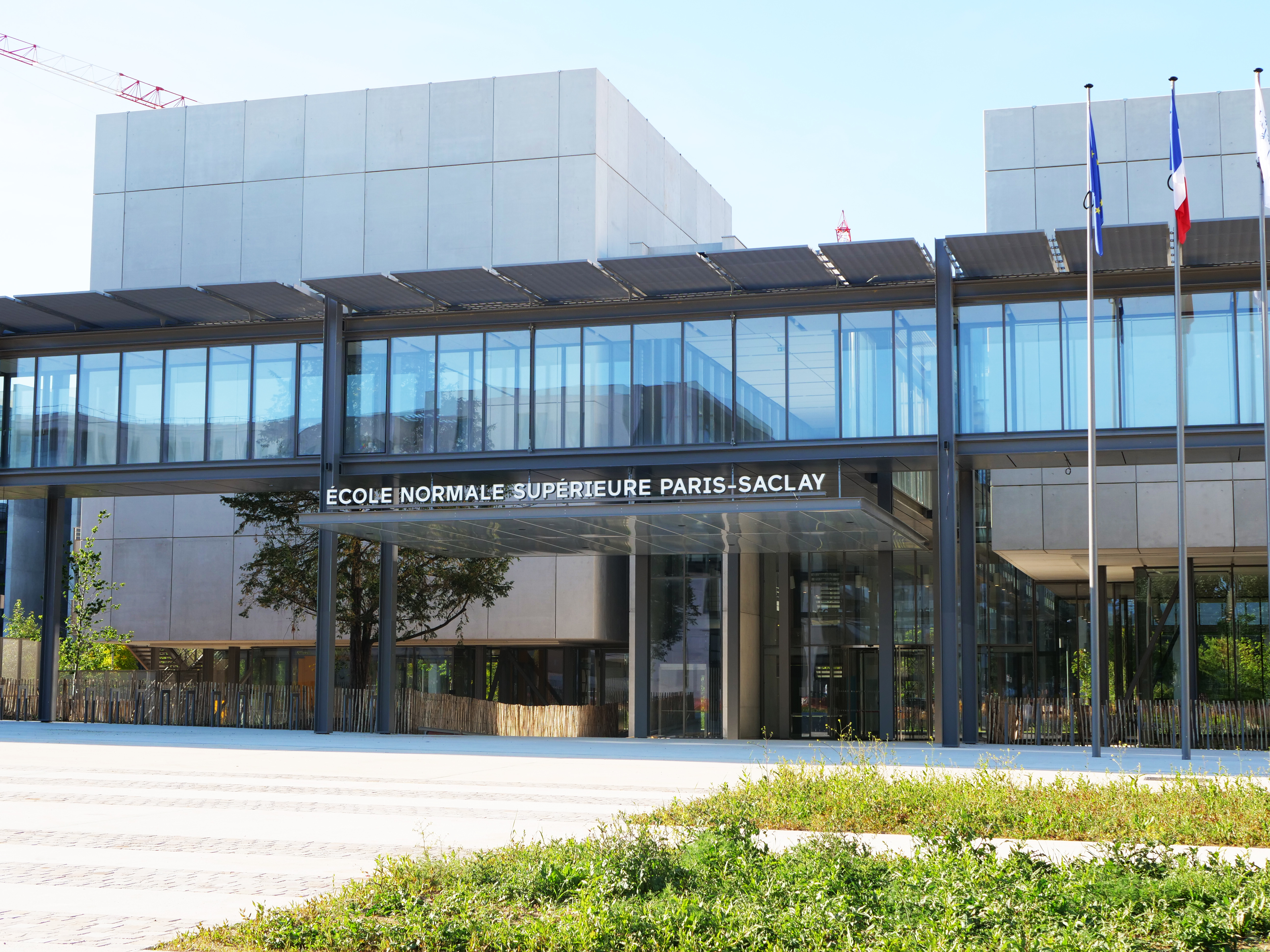
Entrée de l’ENS Paris-Saclay, 2019

## Enseignement
L'école est habilitée à délivrer des doctorats et à préparer aux agrégations du secondaire. Ses formations visent principalement à l'enseignement et la recherche. Elle dispose de passerelles vers les études de médecine ou les grands corps de l’État,.
Elle a des accords universitaires avec d'autres établissements tels que Sciences Po, HEC, l’ESSEC, l'ENSAE ParisTech ou l'École nationale supérieure d'architecture de Paris-Malaquais.

### Départements
L'ENS Paris-Saclay propose des formations en sciences fondamentales, sciences pour l’ingénieur, sciences de l’homme et de la société, au sein de dix départements d'enseignement et de recherche, auxquelles sont rattachées les unités de recherche.
Les sciences fondamentales comprennent :
- le département de biologie[29] ;
- le département de chimie[30] ;
- le département d'informatique[31] ;
- le département de mathématiques ;
- le département de physique[32].

Les sciences de sciences pour l’ingénieur comprennent :
- le département Nikola Tesla (anciennement EEA, département électronique, électrotechnique et automatique)[33] ;
- le département de génie civil et environnement ;
- le département de génie mécanique (DGM) ;

Les sciences de l’homme et de la société, comprennent :
- le département d'anglais ;
- le département de design ;
- le département de sciences humaines et sociales (SHS), département pluridisciplinaire pour l’étude de l’économie, l’histoire, le management et la sociologie.

## Recrutement
Les élèves fonctionnaires-stagiaires sont recrutés à l'issue d'une banque de concours commune aux quatre écoles normales supérieures, ouverte aux élèves de classes préparatoires.
Un concours pour les étudiants en master permet d'entrer directement en deuxième année.
Les étudiants à l'université peuvent être admis sur dossier. Ils suivent le même diplôme que les élèves admis sur concours. Ils n'ont pas le statut de fonctionnaire-stagiaire mais de « normalien-étudiant ».

## Classements
En 2022, l'université Paris-Saclay est classée seizième université mondiale et première française dans le classement de Shanghai,.
L'ENS Paris-Saclay est classée dans les dix premières grandes écoles françaises par le THE et le QS.

## Recherche
L'école dispose de treize laboratoires de recherche liés au CNRS :

### Les laboratoires en sciences fondamentales
- Laboratoire Lumière Matiére et Interfaces (LuMIn)[37] ;
- Laboratoire de photophysique et photochimie supramoléculaires et macromoléculaires (PPSM)[38] ;
- Laboratoire Méthodes formelles (LMF)[39] ;
- Laboratoire de Biologie et Pharmacologie Appliquée (LBPA)[40] ;
- Centre Borelli en mathématiques[41].

### Les laboratoires en sciences de l'ingénieur
- Systèmes et Applications des Technologies de l'Information et de l'Énergie (SATIE)[42] ;
- Laboratoire de Mécanique Paris-Saclay (LMPS)[43] ;
- Laboratoire Universitaire de Recherche en Production Automatisée (LURPA)[44].

### Les laboratoires en sciences sociales
- Centre de recherche en design (CRD)[45] ;
- Centre d'Économie de l'ENS Paris-Saclay (CEPS)[46] ;
- Institut des Sciences sociales du Politique (ISP)[47] ;
- Institutions et Dynamiques Historiques de l'Économie et de la Société (IDHES)[48].

## Directeurs puis Présidents
- Fernand Renaudeau : 1945-1956[10]
- René Basquin : 1957-1969
- Pierre Thureau : 1970-1980
- Gérard Montel : 1981-1985
- Marcel Bonvalet : 1986-1987
- Yves Malier : 1988-1994
- Bernard Decomps : 1994-2000
- Claire Dupas : 2000-2008
- Jean-Yves Mérindol : 2009-2012[49],[50],[51],[52]
- Pierre-Paul Zalio : 2012-2022[53]
- Camille Galap : 2022[54] (administrateur provisoire)
- Nathalie Carrasco : depuis 2022[55]

## Culture
L'École normale supérieure Paris-Saclay est dotée d'un véritable théâtre professionnel de 160 places : la Scène de recherche. Il est dirigé par Ulysse Baratin (depuis septembre 2022).
La Scène de recherche propose une programmation de spectacles mêlant arts et sciences et est ouvert au grand public autant qu'aux étudiants et aux chercheurs. Elle pilote également une formation diplômante d'un an en recherche-création (ARRC).

## Personnalités liées à l'ENS Paris-Saclay

### Enseignants
- Olivier Wieviorka, professeur d'histoire contemporaine à l'ENS Paris-Saclay depuis 2000, spécialiste de l'histoire de la Seconde Guerre Mondiale.
- Frédéric Lebaron, professeur de sociologie à l'ENS Paris-Saclay depuis 2016, et actuellement directeur du département de SHS[59].

### Étudiants
- Philippe Aghion (économiste à l'université Harvard, membre du Conseil d'analyse économique, médaille d'argent du CNRS en 2006, professeur au Collège de France depuis 2015)
- Aurore Avarguès-Weber (chercheuse en sciences cognitives)
- Alain Aspect (physicien, membre de l'Académie des sciences, de l'Académie des technologies, de l'Académie nationale des sciences américaine, médaille d'or du CNRS en 2005, prix Nobel de physique en 2022)
- Catherine Baratti-Elbaz (biologiste, maire du 12e arrondissement de Paris)
- Béatrice Barbusse (sociologue et handballeuse professionnelle)
- Laurent Batsch (ancien président de l'université Paris-Dauphine)
- Geneviève Berger (directrice générale du CNRS de 2000 à 2003, Chief R&D Officer de Unilever)
- Véronique Buat (astrophysicienne)
- Étienne Camy-Peyret (syndicaliste)
- Nathalie Carrasco (chimiste puis présidente de l’ENS Paris-Saclay)
- Thomas Cazenave (homme politique, député de la première circonscription de Gironde à partir de 22 juin 2022, puis ministre chargé des Comptes publics depuis le 20 juillet 2023)
- Bernard Charlès (président du conseil d'administration de Dassault Systèmes)
- Gérard Creuzet (ancien directeur général d'EDF, membre de l'Académie des technologies[60])
- Patricia Crifo (économiste à l'École Polytechnique et au CREST)
- Max De Paz (écrivain)
- Erwan Dianteill (anthropologue)
- Jean-Louis Duchet (linguiste)
- François Euvé (jésuite, rédacteur en chef de la revue Études)
- Marc Fontecave (chimiste, membre de l'Académie des sciences, de l'Institut et professeur au Collège de France, médaille d'argent du CNRS en 2004)
- Jean-Baptiste Fressoz (historien des sciences et de l’environnement)
- Sarah Gensburger (historienne, sociologue)
- Jean Dominique Giacometti dit Dometti (artiste-plasticien)
- Guy-Rachel Grataloup (artiste)
- Christian Grataloup (géographe)
- Julie Grollier, médaille d'argent du CNRS
- Pierre Hardy (styliste, directeur de création chez Hermès)
- Aurélie Jean (numéricienne, fondatrice de In Silico Veritas)
- Geoffroy de Lagasnerie (philosophe, sociologue).
- Jakuta Alikavazovic (romancière)
- Michel Lallement (sociologue, titulaire d'une chaire au CNAM)
- Jacques Lévy (géographe)
- Marie-Noëlle Lienemann (femme politique)
- Nicolas Lhernould (évêque)
- Thierry Madiès (économiste à l'université de Fribourg, membre du Conseil d'analyse économique)
- Pierre Maille (président du conseil général du Finistère, ancien maire de Brest)
- Georges Minois (historien français, spécialiste du Moyen Âge et de l'histoire des mentalités)
- Yvon Pesqueux (économiste, titulaire d'une chaire au CNAM)
- Anne Peyroche (biologiste, directrice générale déléguée à la science du CNRS, présidente intérimaire du CNRS du 24 octobre 2017 au 19 janvier 2018)
- Dominique Placko (électronicien, médaille Blondel)
- Sylvie Retailleau (physicienne, présidente de l'université Paris-Saclay à partir du 30 mai 2016[61] puis ministre de l'Enseignement Supérieur et de la Recherche de 2022 à 2024)
- Florence Robine (ancienne directrice générale de l'enseignement scolaire, ministère de l’Éducation nationale, rectrice, ambassadrice en Bulgarie)
- Thibaut de Saint Pol (sociologue, écrivain, directeur de la jeunesse, de l'éducation populaire et de la vie associative depuis janvier 2023)
- Frédéric Teulon (économiste)
- Marc Yor (mathématicien, membre de l'Académie des sciences, de l'Institut et de l'Academia Europaea)
- Pierre-Paul Zalio (sociologue et président du campus Condorcet)
- Gabriel Zucman (économiste à l'université de Californie à Berkeley et Paris School of Economics, médaille John-Bates-Clark en 2023)